# 하마자키 신지
하마자키 신지(일본어: 浜崎 真二, 1901년 12월 10일~1981년 5월 6일)는 일본의 전 프로 야구 선수이자 야구 지도자, 야구 해설가·평론가이다. 히로시마현 구레시 출신이며 현역 시절 포지션은 투수였다.
현역 시절 한큐 브레이브스에서 활약했고 선수 겸임 감독으로서 일본 프로 야구 역대 최고령 공식전 출장 기록을 2014년 9월 5일 야마모토 마사(주니치)에 의해서 깨질 때까지 64년 간에 걸쳐 보유하고 있었다. 더 나아가 신장은 150cm에서 160cm까지 등의 여러 설이 있어 일본 프로 야구 역사상 가장 키가 작은 선수로 여겨질 수 있다.
친동생 하마자키 다다하루도 히로시마 상업학교 시절 쓰루오카 가즈토 등과 함께 고교 야구 하계 및 춘계 대회에서 연패 달성했을 때의 선수(투수·내야수)로 활약했고 그 후 심판으로서 헤이와다이 사건의 주심을 맡아 역사적인 판단을 내린 것으로도 알려졌다.

## 상세 정보

### 출신 학교 및 선수 경력
- 구제 히로시마 현립 히로시마 상업학교(중퇴)
- 구레 해군공창
- 구제 효고 현립 고베 상업학교
- 다이아몬드 구락부
- 구제 게이오기주쿠 대학
- 다롄 만철구락부
- 만주영화협회
- 한큐 브레이브스(1947년~1950년)

### 지도자 경력
- 한큐 브레이브스 감독(1947년~1953년)
- 다카하시 유니온스·돈보 유니온스 감독(1954년~1955년)
- 마이니치 오리온스 2군 코치(1957년)
- 요미우리 자이언츠 1군 투수 코치(1960년)
- 고쿠테쓰 스왈로스 감독(1963년)

### 수상 경력
- 일본 야구 전당 헌액자(1978년)

### 기록
NPB 최고령 기록
- 득점: 48세 4개월(1950년 4월 30일)
- 안타: 48세 9개월(1950년 9월 28일)
- 2루타: 46세 8개월(1948년 8월 17일)
- 3루타: 48세 4개월(1950년 4월 30일)
- 타점: 48세 4개월(1950년 4월 30일)
- 도루: 45세 10개월(1947년 10월 26일)

퍼시픽 리그 최고령 기록
- 경기 출장: 48세 10개월(1950년 11월 5일)
- 선발 출장: 48세 10개월(상동)
- 타석: 48세 10개월(상동)
- 등판: 48세 10개월(상동)
- 선발 등판: 48세 10개월(상동)
- 승리: 48세 4개월(1950년 5월 7일)

투수 기록
- 첫 등판에서 상대한 첫 타자에게 피홈런: 1947년 9월 28일, 대 난카이 호크스 14차전(고라쿠엔 구장) 선발로 1회초 노 아웃 상황에서 야스이 가메카즈에게 선두 타자 홈런 ※NPB 사상 최초[6]

### 등번호
- 50(1947년~1948년)
- 30(1949년~1955년)
- 41(1960년)
- 63(1963년)

### 연도별 투수 성적
| 연 도     | 소 속     | 등 판 | 선 발 | 완 투 | 완 봉 | 무 4 구 | 승 리 | 패 전 | 세 이 브 | 홀 드 | 승 률 | 타 자 | 이 닝 | 피 안 타 | 피 홈 런 | 볼 넷 | 고 4 | 몸 맞 | 탈 삼 진 | 폭 투 | 보 크 | 실 점 | 자 책 점 | 평 자 책 | W H I P |
| --------- | --------- | ----- | ----- | ----- | ----- | ------- | ----- | ----- | -------- | ----- | ----- | ----- | ----- | -------- | -------- | ----- | ---- | ----- | -------- | ----- | ----- | ----- | -------- | -------- | ------- |
| 1947년    | 한큐      | 4     | 2     | 0     | 0     | 0       | 1     | 0     | --       | --    | 1.000 | 73    | 16.1  | 15       | 1        | 15    | --   | 0     | 1        | 0     | 0     | 10    | 8        | 4.24     | 1.84    |
| 1948년    | 한큐      | 17    | 4     | 0     | 0     | 0       | 3     | 3     | --       | --    | .500  | 271   | 60.2  | 66       | 2        | 13    | --   | 0     | 10       | 2     | 0     | 29    | 17       | 2.51     | 1.30    |
| 1950년    | 한큐      | 9     | 3     | 0     | 0     | 0       | 1     | 2     | --       | --    | .333  | 129   | 28.0  | 34       | 3        | 19    | --   | 0     | 12       | 2     | 0     | 25    | 22       | 7.07     | 1.89    |
| 통산: 3년 | 통산: 3년 | 30    | 9     | 0     | 0     | 0       | 5     | 5     | --       | --    | .500  | 473   | 105.0 | 115      | 6        | 47    | --   | 0     | 23       | 4     | 0     | 64    | 47       | 4.03     | 1.54    |

### 감독 통산 성적
- 1203경기 535승 29무 639패(승률 0.456)